# Smrkovec (Březová)

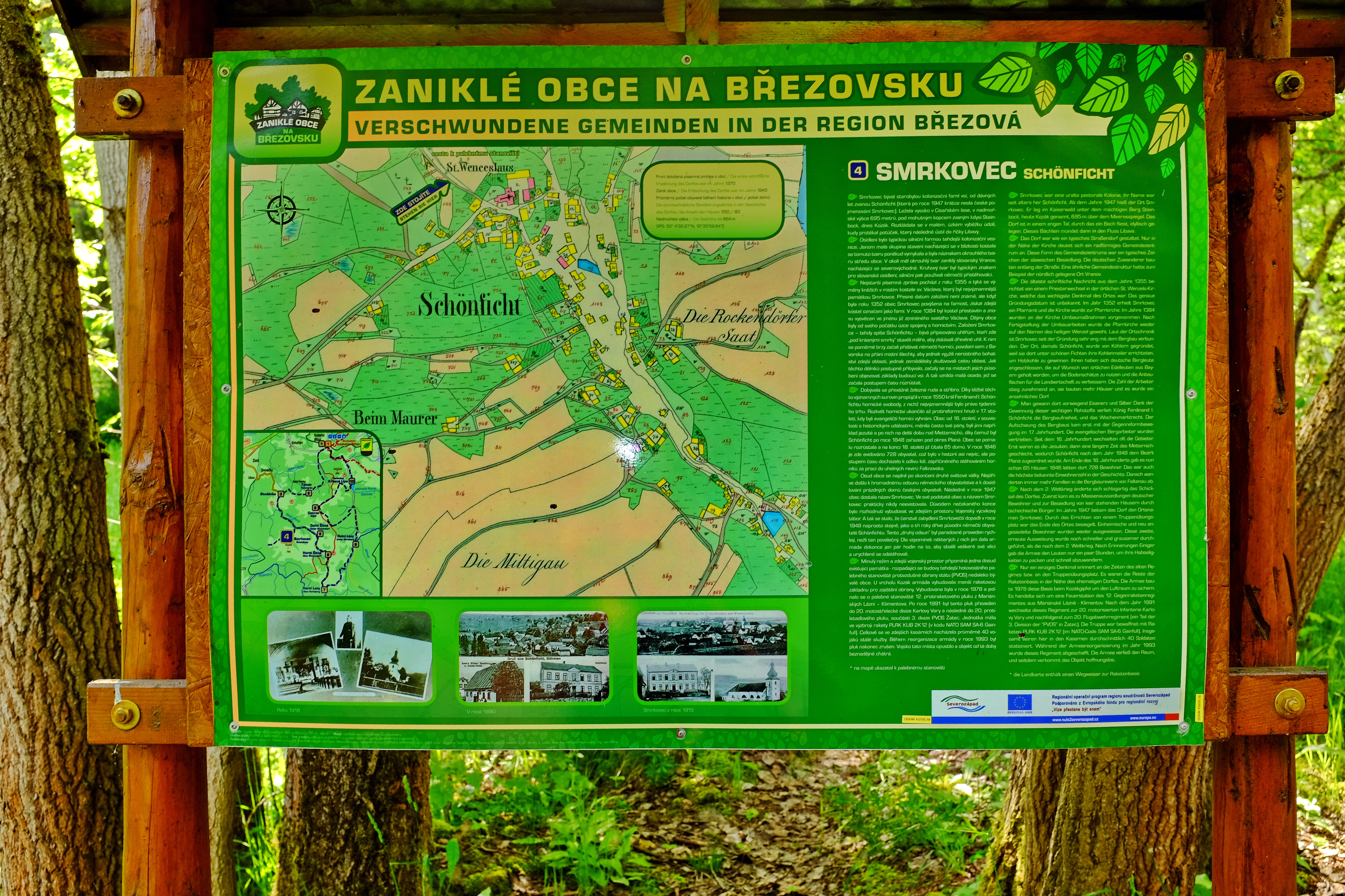
Infotafel

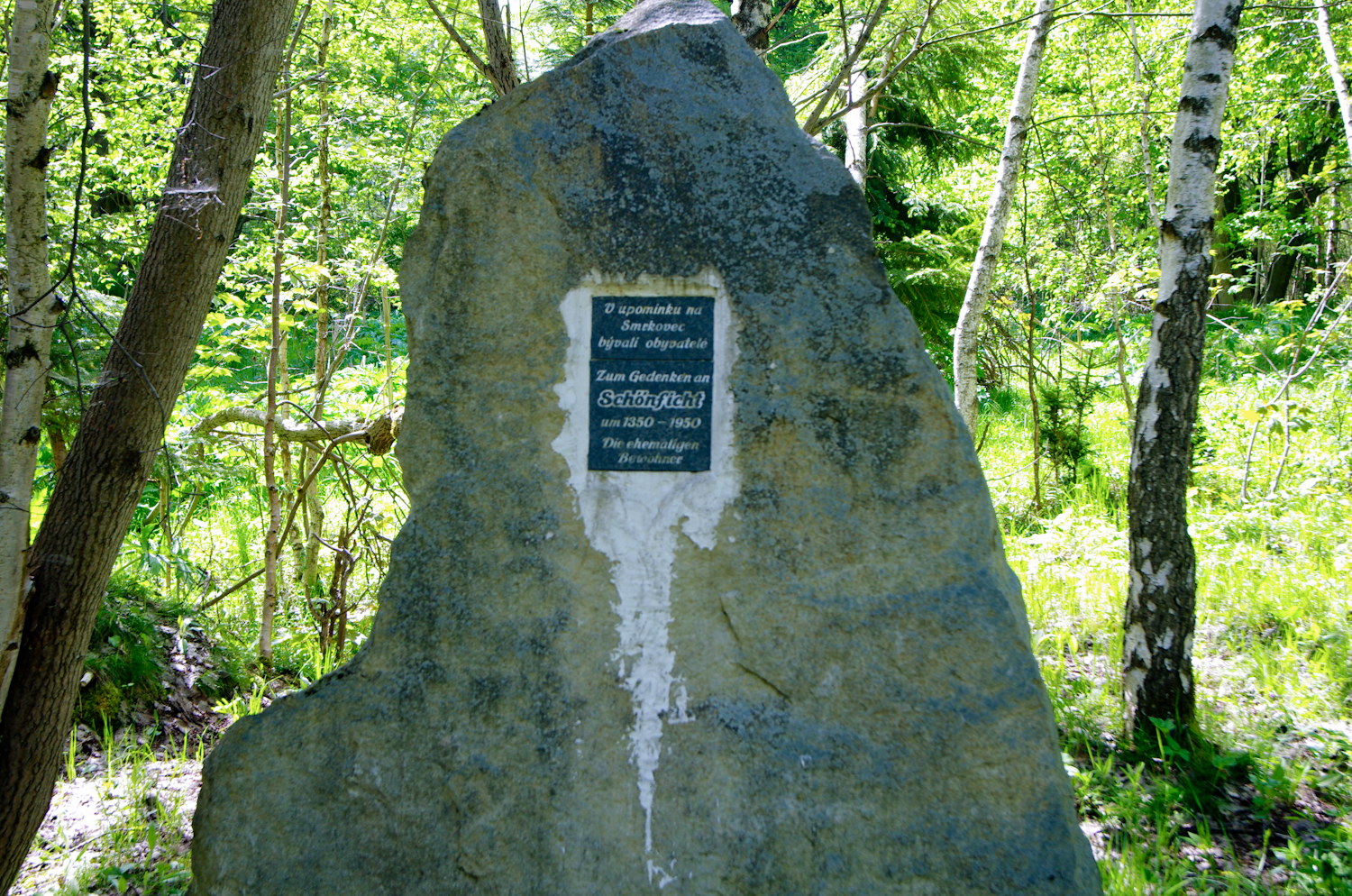
Gedenkstein zum 600-jährigen Jubiläum

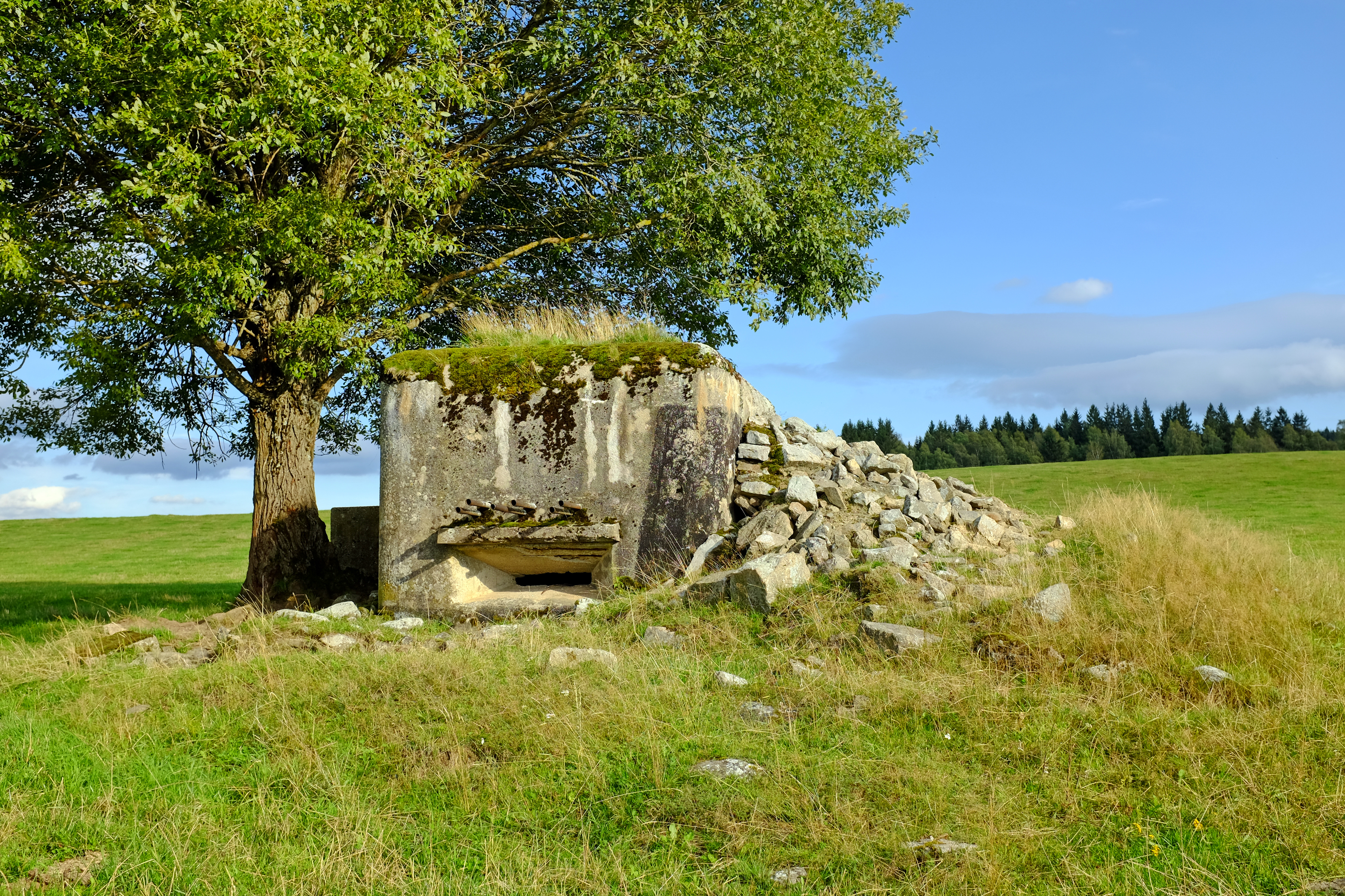
Militärischer Beobachtungsposten

Smrkovec (deutsch: Schönficht umgangssprachlich auch Schönfrecht) ist eine Grundsiedlungseinheit der Stadt Březová (Brösau) in Tschechien. Der oft zu den Bergstädten gezählte Ort wurde nach 1946 abgerissen und ist heute Wüstung.

## Geografie
Der Ort liegt im Kaiserwald (tschechisch Slavkovský les) etwa 9 km südwestlich von Březová im ehemaligen Truppenübungsplatz Prameny. Smrkovec ist Siedlungseinheit und Katastralbezirk.

## Geschichte
Die Siedlung wurde erstmals 1355 urkundlich erwähnt. In der Mitte des 14. Jahrhunderts hatte sie 16 Höfe, eine Mühle und ein Rasthaus. Im 16. Jahrhundert erlebte die auf 65 Häuser angewachsene Siedlung durch Silberbergbau einen weiteren Aufschwung. 1550 erhielt sie das Bergbauprivileg durch König Ferdinand I. sowie die Ernennung zum Städtchen. Weitere Privilegien wurden in Aussicht gestellt. Der großen Erwartungen wurden aber nie erfüllt. 
Schönficht war einst zusammen mit Teschau (Těšov), Miltigau und Krottensee (Mokřina) ein Leuchtenberger Lehen, welches Hieronymus Schlick am 10. Mai 1542 von Heinrich IV. von Plauen, Burggraf von Meißen, erwarb. Es gehörte zur Herrschaft Königsberg an der Eger, darauf zur Herrschaft Elbogen und zuletzt zur Herrschaft Miltigau. Engelhart von Globen betrieb in Schönficht Silber- und Kobaltbergbau, aus deren Ausbeute er 1583 eine Medaille, den Schönfichter Ausbeutetaler prägen ließ. 1583 erscheinen als Kirchenpatrone von Schönficht Christoph von Hertenberg auf Miltigau, Stephan von Globen auf Krottensee und Hans Wolf von Globen auf Teschau. 1591 besaß Heinrich Stephan von Globen Schönficht, der mit einer von Hertenberg verheiratet war. Darauf erhielt das Gut Hans Adam Lochner von Münchshof auf Deschau. 1625 kaufte Deschau und Schönficht, als sogenannte Elbogner Steinlehen, Johann Reinhard von Metternich von den Vormündern Wolf Christoph von Schönau auf Grassengrün und Wolf Christoph Lochner von Pölitz auf Münchshof für 10.000 Gulden.
Um 1660 veräußerte Hans Christoph von Globen Miltigau mit dem Patronatsrecht der Pfarrkirche von Schönficht an den Bürgermeister von Eger Georg Adam Juncker von Oberkunreuth. Dessen Witwe Margaretha Sibilla Juncker geb. Reinl trat das Rittergut Miltigau am 12. September 1675 an Johann Hartig ab. 1756 verkaufte Liebmann Kasimir von Beust Miltigau an das Jesuitenkolleg zu Eger. Nach der Aufhebung des Jesuitenordens 1773 fiel der Besitz 1773 den Religionsfonds. 1797 bzw. 1801 ersteigerte Franz Karl Georg Graf von Metternich das Gut Militgau mit Teschau, Krottensee und Schönficht für 200.000 Gulden von der Kaiserlichen Hofkammer und wies es als Allodialgut der Fideikommiss-Herrschaft Königswart zu. Schönficht war Pfarrbezirk für mehrere Gemeinden der Umgebung: Miltigau (bis 1787), Perlsberg (Lazy, zu Königswart), Wöhr (Verda, jetzt Ostrov), Schönbrunn (Studánka) und Rockendorf (Žitná).  
Nach dem Münchner Abkommen wurde der Ort dem Deutschen Reich zugeschlagen und gehörte bis 1945 zum Landkreis Marienbad. Nach dem Zweiten Weltkrieg wurde die fast ausschließlich deutschsprachige Bevölkerung vertrieben und die Häuser abgerissen. Das Gebiet von Schönficht, das seit 1947 Smrkovec heißt, wurde in den Truppenübungsplatz Prameny eingegliedert. Auch wenn die Strukturen der Ortschaft insbesondere im Luftbild noch deutlich sichtbar sind, finden sich heute nur noch einige Mauerreste. Abgerissen wurde auch die St.-Wenzel-Kirche. Nach der Samtenen Revolution 1989 wurde das Areal von der Tschechoslowakischen Armee 1989 aufgegeben. Heute gehört Smrkovec als Grundsiedlungseinheit zum Ortsteil Kostelní Bříza der Stadt Březová.

### Einwohnerentwicklung
| - 1847: 728 - 1869: 731 - 1900: 609 | - 1921: 536 - 1930: 562 - 1950: 0 |

Datenquellen siehe 

## Sonstiges
Der Ort ist namensgebend für das Wismut-Mineral Smrkovecit, das auf alten Bergbauhalden in der Umgebung erstmals gefunden wurde.